# エンジョイガレッジ
『エンジョイガレッジ』は、テレビ東京系列で2006年7月3日から2007年3月26日まで毎週月曜日18:30-19:00(JST)に放送されていたバラエティ番組である。

## 出演者
- ガレッジセール
- 滝井礼乃（テレビ東京アナウンサー）
- いもうと…ビリビリズム（後述）の執行人

## 番組内容

### 第1期（2006年7月3日～2006年8月21日）
- 毎回、1組の芸人があらゆる事象に関するプライス（デリバリーサービスの値段、中学生をコギャルに変身させるのにかかる値段など）を調査してきたVTRを、ガレッジセールとゲストが軽いクイズを交えつつ観賞する

第1期での調査内容
- おもちゃ屋さんのおもちゃを買い占めたらいくら？ 7月3日放送
- 大食い選手がおなかいっぱいになるにはいくら？ 7月10日放送
- 犬セレブ体験いくら？ 7月17日放送
- HG激ウマ料理クイズ 7月24日放送
- 自宅で温泉＆すし職人・出前クイズ（回転寿司、ミニクイズ大会など、様々なデリバリーサービスにかかる値段を調査） 7月31日放送
- 豪華料理クイズ 8月7日放送
- 極上スイーツ値段当て（グルメジョーカー第1回） 8月14日放送
- 渋谷ギャルvsロバートガン黒対決（中学生1人が、コギャル変身ツアーに参加。コギャルに変身するのにかかった値段を中川家が調査。ロバートはスタジオゲスト。） 8月21日放送

### 第2期（2006年8月28日～2006年10月2日）
- 第1期で放送された「グルメジョーカー」企画を30分に拡大
- ゴリとゲスト3名が、登場した料理5品の中から、設定金額を超える値段の1品（「ジョーカー」）を選ばない様に、1人1品ずつ選ぶ
- 「ジョーカー」の料理を選んでしまうとアウト。全員の腕に、バラエティ番組で行われる同類の罰ゲームよりも強めの電流（低周波治療器によるもの）が流れてしまう。

### 第3期（2006年10月9日～2007年3月26日）
- 「enjoy garage」にタイトルの表記を変更
- 「脳内リズム」と題して、ガレッジセールとゲストが「リズム5」を組んで、いくつかのリズムゲームに挑戦
- Final Stageを含めて4ステージで構成(稀に3ステージ構成の時もあった)
  - 1st Stageは「押忍！日本語応援団(2回)」、2nd Stageは「インふみスタンプ(1～2回)」、Final Stageは「しりとリズム(1～3回)」で固定。
- 各ステージで「リズムポイント(得点)」を貯めていき、合計が100リズム到達でリズムマスター認定となる。
- もし99リズム以下なら最後に全員の腕に「ビリビリズム」（バラエティ番組で行われる同類の罰ゲームよりも強めの電流（低周波治療器によるもの））が流れてしまう罰ゲームが執行される。
- 最近（詳細不明）では、メンバーが変な解答をした時など「リズムキング」と呼ばれるアフロにサングラスのキャラクターが画面上部でコメントするようになった。特に川田が「しりとリズム」の時国名ばかり言うので「国名しか言えないのか！」などとコメントをする。

「押忍！日本語応援団」
- 3・3・7拍子のリズムに合わせて1人ずつ順番に、前の人が答えた言葉から連想される日本語の言葉（名詞・形容詞等問わず）を答える。カタカナ言葉や外来語は禁止。
- 大きくリズムを外したり、カタカナが一部分でも入った言葉を言ったりすると不可(アウト)。
- 誰かが「不可」になるまで続け、1周する度に5リズム獲得、4周出来ればボーナス込みで30リズム（当初は20リズム）獲得。
  - 開始時、ゴリ「日本語応援団目標20連呼！」全員「押忍！」川田「お題はコレだ！」(お題発表)全員「押忍！」と言うのがお決まりだった。なお、2回目の開始時は、ゴリが「日本語応援団目標」の後に、ゲスト一人の恥ずかしい過去をカミングアウトをするのもお決まりだった。
  - ゲームとしては、マジカルバナナの日本語しか使ってはいけないバージョンと言える。なお、文章で答えるのもOKとされており、登場ゲストにちなんだ連想もOKとされていた。特にフットボールアワーが出演した際、「後藤のツッコミ」、「岩尾のおでこ」という連想が出た。それ以外では、「小力のお腹」という連想が出た。
  - 2007年1月15日放送分以降は1個答えるごとに1リズムになり、ボーナスも無くなった。(4周で強制終了)
  - 一度、瀧廉太郎からおじさんという連想があったが、瀧廉太郎は若くして亡くなっているものの、不可とはならなかった。

「インふみスタンプ」
- ラップのリズムに合わせて、4ヶ所の足場の中から、読み上げられた言葉の後ろにくっつく正しい文字の足場へ5人が一斉に飛ぶ。
- 5人全員が正しい文字へ飛ぶ事が出来た回数×1リズム獲得。
- 1回戦につき20問を連続して出題。(1回戦につき最高20リズム)

「フリフリズム」
- 1人が解答者となり、残り4人が1人ずつ順番に、合図に合わせてお題をポーズで表現する
- 4人のポーズを見て、解答者はお題が何なのか当てる。
- 必ず2問出題し、1問正解ごとに20リズム獲得。(最高40リズム)

「ミッションパネリズム」
- 3rd Stageにフリフリズムに代わる新ゲームとして登場。
- 1人ずつ順番に、パネルに書かれている16文字を使って2文字以上の単語を言い（同じ文字を2回以上使っても良い）、次の順番の人は、パネルを順番に押して言われた単語を作る
- 途中、サイレンが鳴った時は全員が応戦のポーズをしないといけない
- 制限時間150秒（12月11日放送分まで90秒）の間に作った単語の文字数の合計×1リズムを獲得
  - 2007年1月15日放送分以降は3文字以上限定、1単語ごとに1リズム。
- 最近では敵が近づくのがレーダー表示され、視聴者にも分かりやすくなった。

「いざ！斬り斬リズム」
- 3rd Stageにミッションパネリズムに代わる新ゲームとして登場。
- 侍の服を着た5人が横一列に並んだ状態で挑戦
- 同じ言葉が書かれた5個のちょうちんがそれぞれの前に迫ってくるが、1～2個だけ紛らわしい表記の別の言葉が書かれたちょうちんが混じっている。3カウントの後、紛らわしいちょうちんが迫って来た人は、目の前のちょうちんを刀で斬る。
- 紛らわしいちょうちんを斬る事が出来た回数×1リズム獲得（2個の場合は、2人とも斬ったら1リズム獲得）
- 20問出題(最高20リズム)

「しりとリズム」
- 「アイネ・クライネ・ナハトムジーク」に合わせて、ゴリ→ゲスト1→ゲスト2→ゲスト3→川田の順番でしりとり。但し、前の人が答えたものよりも大きいものを答えないといけない。
- 川田が答えたら、折り返し。今度は前の人が答えたものよりも小さいものを答える。
- つまり、往路では前の人よりも大きいものを、復路では前の人よりも小さいものを答えていく。
- 前の答えたものよりも大きく(小さく)なかったり、5カウントの後に答えられなかった場合はアウト
- アウトになるまで続け、1個答える度に2リズム獲得
- 1往復すればボーナス込みで20リズム獲得し強制終了。最後の1回のみは失敗するまで続けられ、獲得できるリズム数が無制限。
- チャレンジャーはこのゲームのときだけ白や黒のブレザーを着用していた。
  - 10月30日放送分まで一発勝負（獲得できるリズム数は無制限）
  - 12月18日放送分以降、1個答える度に1リズム獲得に下がった。1往復のボーナスは込みで10リズムに。
  - 2月19日放送分以降、○○の××(例、スイカの種)と答えるのはアウトとなった[1]。このルールが明確になる前、「リンゴの木」と答えてアウトになった例がある。その際はリズムに乗っていないからとの理由だった。しかも、この失敗により合計獲得リズム数は99リズム。ビリビリズムを喰らう結果になってしまった。

#### しりとリズムSP（不定期放送）
- 全ゲームがしりとリズム（とその亜種ゲーム）
- ガレッジセール＋ゲスト3人（2007年2月5日放送分は、坂下千里子、ザ・たっち。2007年2月26日放送分は、辻希美、スピードワゴン。2007年3月12日放送分は猫ひろし、長州小力、くまきりあさ美。）で構成された「チームガレッジ」対ゲスト5人で構成されたゲストチームの対抗戦形式。
  - 2007年2月5日放送分は、「チーム陣内」（陣内智則、三瓶、だいたひかる、永井佑一郎、まちゃまちゃ）が対決。2007年2月26日放送分は、「チーム鬼嫁」（北斗晶、出川哲朗、ペナルティ、さくら）2007年3月12日は「チーム吉本」(山田花子、FUJIWARA、 レイザーラモン)と対決。
- 全ゲーム、1個答える度に1リズム獲得
- 3回戦行って、合計リズム数が多かったチームの勝利。敗者チームは、スペシャル版のビリビリズム（通常のビリビリズムよりも更に強めの電流）を食らう。

「しりとリズム（スタンダードしりとリズム）」
- 通常の「しりとリズム」と同じ
- チームガレッジ先攻で、1チーム1回挑戦

「禁止りとリズム」
- 基本的に、通常の「しりとリズム」と同じ。但し、挑戦前にくじを引いて、そこで決められたジャンルの言葉は言う事が出来ない（生き物の名前、食べ物の名前、人名、地名）

「ジグザグしりとリズム」
- 両チーム10名が全員参加
- 交互に答えていき、先にアウトになったチームの負け。勝ったチームが、このゲームでのリズム数を総獲りする。
- 最初は前の人より大きいものを、その後5人が答えたら前の人よりも小さいものを、その後5人が答えたら前の人よりも大きいものを、……の順番に条件が変化していく。

## スタッフ
- ナレーション：皆口裕子
- 監修：斉藤敏豪
- 構成：桝本壮志 ／ なかじまはじめ
- ブレーン：鈴木工務店、たちばなひとなり、北本かつら
- 技術：穂之上秀男
- 映像調整：早川友也、山本豪雄
- カメラマン：近藤慎司
- 音声：大井伸司、唐松秀弥
- 照明：翁美希子
- 美術：関根恵二
- セットデザイン：薬王寺哲朗
- 美術進行：小越敏彦
- タイトル：長谷川優樹（mount）〔第1,2期〕、小室泰樹〔第3期〕
- メイク：横山愛、山田かつら
- スタイリスト：渡辺浩司
- VTR編集：木元雄大〔第1,2期〕、加藤澄人〔第3期〕
- MA：堀博勝〔第1,2期〕、久保秀人〔第3期〕
- 音効：八木賢二郎（サウンドエフェクト）〔第1,2期〕、奥山徹（ダブルアップ・サウンドデザイン）〔第3期〕
- 番組宣伝：田口亜希子〔第1,2期〕・保科啓〔第3期〕（テレビ東京）
- AP (アシスタントプロデューサー) ：竹内美佳（テレビ東京）、高畑正和〔第3期〕（吉本興業）、植木栄次〔第1,2期〕、立石憲一郎〔第3期〕
- ディレクター：森貴志・佐藤貢一・吉田昌平〔第1,2期〕、林芳昌・鈴木康弘・原口武久・室伏幸太郎〔第3期〕
- 演出：松本真〔第1,2期〕
- プロデューサー：大庭竹修・加藤正敏〔第1,2期〕・内田久善〔第3期〕（テレビ東京）、林正樹（吉本興業）、黒岩敏一〔第1,2期〕、佐々木貴幸〔第3期〕
- チーフプロデューサー：近藤正人（テレビ東京）〔番組当初～2006年9月まで〕
- 技術協力：テクノマックス、テレビ東京アート、パッチワーク〔第1,2期〕、麻布プラザ〔第2期〕、オフィスて・ら〔第3期〕
- スタッフ協力：エム・ファーム〔第1,2期〕、ジャパンPRODUCE
- 企画協力：ビスポ・フルタイム・BEEPS〔第1,2期〕
- 制作協力：吉本興業
- 製作著作：テレビ東京

## ネット局
| 放送対象地域   | 放送局                | 系列           | 放送時間                     | ネット状況 |
| -------------- | --------------------- | -------------- | ---------------------------- | ---------- |
| 関東広域圏     | テレビ東京（TX）      | テレビ東京系列 | 月曜 18:30 - 19:00           | 制作局     |
| 北海道         | テレビ北海道（TVh）   | テレビ東京系列 | 月曜 18:30 - 19:00           | 同時ネット |
| 愛知県         | テレビ愛知（TVA）     | テレビ東京系列 | 月曜 18:30 - 19:00           | 同時ネット |
| 大阪府         | テレビ大阪（TVO）     | テレビ東京系列 | 月曜 18:30 - 19:00           | 同時ネット |
| 岡山県・香川県 | テレビせとうち（TSC） | テレビ東京系列 | 月曜 18:30 - 19:00           | 同時ネット |
| 福岡県         | TVQ九州放送（TVQ）    | テレビ東京系列 | 月曜 18:30 - 19:00           | 同時ネット |
| 和歌山県       | テレビ和歌山（WTV）   | 独立局         | 火曜 18:30 - 19:00           | 遅れネット |
| 長野県         | 信越放送（SBC）       | TBS系列        | 木曜 0:25 - 0:55（水曜深夜） | 遅れネット |
| 熊本県         | 熊本放送（RKK）       | TBS系列        | 水曜 0:30 - 1:00（火曜深夜） | 遅れネット |
| 沖縄県         | 琉球朝日放送（QAB）   | テレビ朝日系列 | 土曜 16:30 - 17:00           | 遅れネット |

途中打ち切りのネット局
いずれの局も遅れネット。
| 放送対象地域 | 放送局                | 系列           | 放送時間                     |
| ------------ | --------------------- | -------------- | ---------------------------- |
| 宮城県       | ミヤギテレビ（MMT）   | 日本テレビ系列 | 木曜 0:55 - 1:25（水曜深夜） |
| 福島県       | テレビユー福島（TUF） | TBS系列        | 火曜 0:25 - 0:55（月曜深夜） |